# Йоан VI Кантакузин
Йоан VI Кантакузин (на гръцки: Ἰωάννης ΣΤʹ Καντακουζηνός) е византийски император, управлявал от 1347 до 1354 година, като съвладетел с Йоан V Палеолог.

## Възкачване на престола

### Произход и регент на Йоан V
Син на Михаил Кантакузин, губернатор на Морея, Йоан Кантакузин заема поста велик доместик на Византия. По майчина линия той е сродник на Палеологовата династия.
През 1341 г. умира император Андроник III Палеолог и тронът е наследен от неговия невръстен син Йоан V Палеолог. В Константинопол е сформирано регентство в състав: императрицата-майка Анна Савойска и военачалниците Йоан Кантакузин и Алексий Апокавк. Скоро отношенията между тримата регенти се обтягат, а Кантакузин е заподозрян от императрицата в опит да вземе властта. Възползвайки се от отсъствието му от столицата, императрица Анна Савойска го обявява за враг на империята и заповядва той да остави командването на войските. Когато новината за това достига до войските на Кантакузин в Тракия, те го обявяват за император въпреки първоначалното му нежелание.

### Първа гражданска война
През 1341 г. в крепостта Димотика Йоан Кантакузин е коронясан за император под името Йоан VI Кантакузин. С това започва нова гражданска война, продължила шест години (1341 – 1347), в които остатъците от византийската държава са разорявани от сърби, българи и турци, привлечени на помощ от едната или другата фракция.
Константинополското регентство няма достатъчно сили да се противопостави на самозвания император, защото Йоан държи повечето от армията в свои ръце. Освен това сръбският крал Стефан Душан и войводата Момчил в Родопите са на страната на Кантакузин. Зилотите, които са ревностни поддръжници на православието и противници на унията с католическата църква, обръщат гръб на императрицата заради западноевропейския ѝ произход.
Анна Савойска и Алексий Апокавк привличат на своя страна българския цар Иван Александър, който обаче само се възползва от затрудненото положение на империята и присъединява Пловдив (1344 г.) и осем крепости в Родопите. Императрица Анна Савойска се опитва да настрои Западна Европа против Йоан Кантакузин, като праща посланичество до папа Климент VI в Авиньон с молба да ѝ бъде осигурена помощ.
Вероятно през 1345 година и двете враждуващи групировки изпращат пратеници при османския бей Орхан, които търсят помощта му срещу своите съперници. Орхан се споразумява с Йоан Кантакузин, който с помощта на негови войници завзема всички тракийски черноморски градове, с изключение на Созопол. Двамата укрепват съюза си през 1346 година, когато Орхан се жени за Теодора, дъщеря на Йоан Кантакузин, след което Кантакузин влиза в Константинопол и става съимператор, заедно с Йоан V.
Заради турската помощ Кантакузин си спечелва омразата на селското население. Българското население в Тракия и Родопите също търпи разорение. Поради тази причина Кантакузин губи като съюзник родопския войвода Момчил, който започва да брани планината от турците.
На 3 февруари 1347 година начело на армия от хиляда души Кантакузин успява да влезе в Константинопол и тържествено е коронясан за съимператор на Йоан V Палеолог.

## Управление
Йоан Кантакузин управлява съвместно с Йоан V Палеолог от 1347 до 1354 година, а през 1353 г. провъзгласява за съимператор и своя син Матей Кантакузин. В този период през Европа преминава опустошителна епидемия от чума (черната смърт). Ромейският флот воюва няколко пъти неуспешно срещу този на Генуа. Сърбите също нападат Византия и въпреки че Йоан VI Кантакузин дава отпор на армията на бившия си съюзник – крал Стефан Душан, последният завладява почти цяла Северна и Централна Гърция.
Йоан Кантакузин свиква два църковни събора – през 1347 и 1352 г., свързани с враждебността между исихазма и варлаамитството.
Той поддържа съюза си с Орхан до края на своето управление. През 1348 година османският владетел му изпраща войски в помощ срещу сръбския крал Стефан Душан, които така и не влизат в бой, но разграбват Солунско и Беломорска Тракия. През 1350 година Йоан Кантакузин отново получава османски подкрепления за връщането на Солун от бунтовника Алексий Метохит, но те скоро се изтеглят в Мала Азия, заради проблеми на източната османска граница.
Селското население страда от целогодишните атаки на турците, както и от високите данъци, които Йоан VI въвежда, поради разоряването на държавата от шестгодишната гражданска война. Тези фактори допринасят за падането на Кантакузин от власт.

### Втора гражданска война и абдикация
В 1352 година извиканата от Кантакузин османска войска в подкрепа на сина му Матей Кантакузин, командвана от Орхановия син Сюлейман паша Гази, се оказва решаваща за неговата победа срещу Йоан V в известната битка при Питион (Димотика и Одрин). При оттеглянето си Сюлейман завзема крепостта Цимпе на европейския бряг на Дарданелите. Йоан Кантакузин и Орхан повеждат преговори за връщането на крепостта, но на 2 март 1354 година земетресение разрушава стените на крепостта Галиполи и съседните градове и Сюлейман се възползва от положението, за да завземе и тях. През следващите месеци преговорите за връщането на крепостите срещу откуп продължават, но след принудителната абдикация на Йоан Кантакузин през декември биват прекратени.
Подкрепен от широки слоеве от населението, което негодува от политиката на Кантакузин, през 1353/1354 година Йоан V оглавява войска от наемници, завзема Константинопол и принуждава Йоан Кантакузин да абдикира след седемгодишно съвместно управление. Борбата между двамата допълнително изтощава Византийската държава и улеснява османското завоевание на Балканите.
След абдикацията на Йоан Кантакузин Орхан вече не се смята за обвързан от съюза си с него и започва военни действия срещу Византийската империя. До смъртта си през 1357 година неговият син Сюлейман завзема Малгара, Ипсала и Виза. Междувременно Орхан подпомага неуспешен опит на Матей Кантакузин да заеме трона на империята.

## Книжовна дейност и последни години
След оттеглянето си от управлението Йоан Кантакузин се замонашва под името Йоасаф и прекарва остатъка от живота си в манастира Ватопед на Света гора (1320 – 1362). Последовател е на исихазма и пише теологически трудове, а също на писма и беседи с религиозно-полемичен характер. 
Автор е на история, обхващаща периода от 1320 до 1362 година.
Умира през 1383 г. на преклонна възраст.

## Брак
Йоан Кантакузин има брак с Ирина Асенина, от която има шест деца:
- Матей Кантакузин, съимператор и деспот на Морея (1325 – 1383)
- Мануил Кантакузин (1326 – 1380), деспот на Морея
- Мария Кантакузина (? – след 1382), омъжена за Никифор II Орсини
- Теодора Кантакузина (ок.1332 – след 1381), омъжена за султан Орхан I
- Елена Кантакузина (1333 – 10 декември 1396), омъжена за император Йоан V Палеолог
- Андроник Кантакузин (1334 – 1347), починал от чума.

## Изследвания
- Ioannis Cantacuzeni Eximperatoris Historiarum libri IV, v. 1 – 3, Bonnae, 1828 – 32.
- История Византии, т. 3, М., 1967, гл. 9.
- Иоанн Кантакузин, Беседа с папским легатом. Диалог с иудеем. СПБ., 1997.
- Donald M. Nicol. The Reluctant Emperor: A Biography of John Cantacuzene, Byzantine Emperor and Monk, c. 1295 – 1383. Cambridge, 2002.
- Вл. Иванов. Една хипотеза за връзките между фамилията на Кантакузините, папството и ордена на хоспиталиерите на Родос (1350 – 1360 г.).
- Вл. Иванов. Кантакузин, Йоан Александър и възпирането на турците – мит или реалност?